# Petter Adolf Karsten

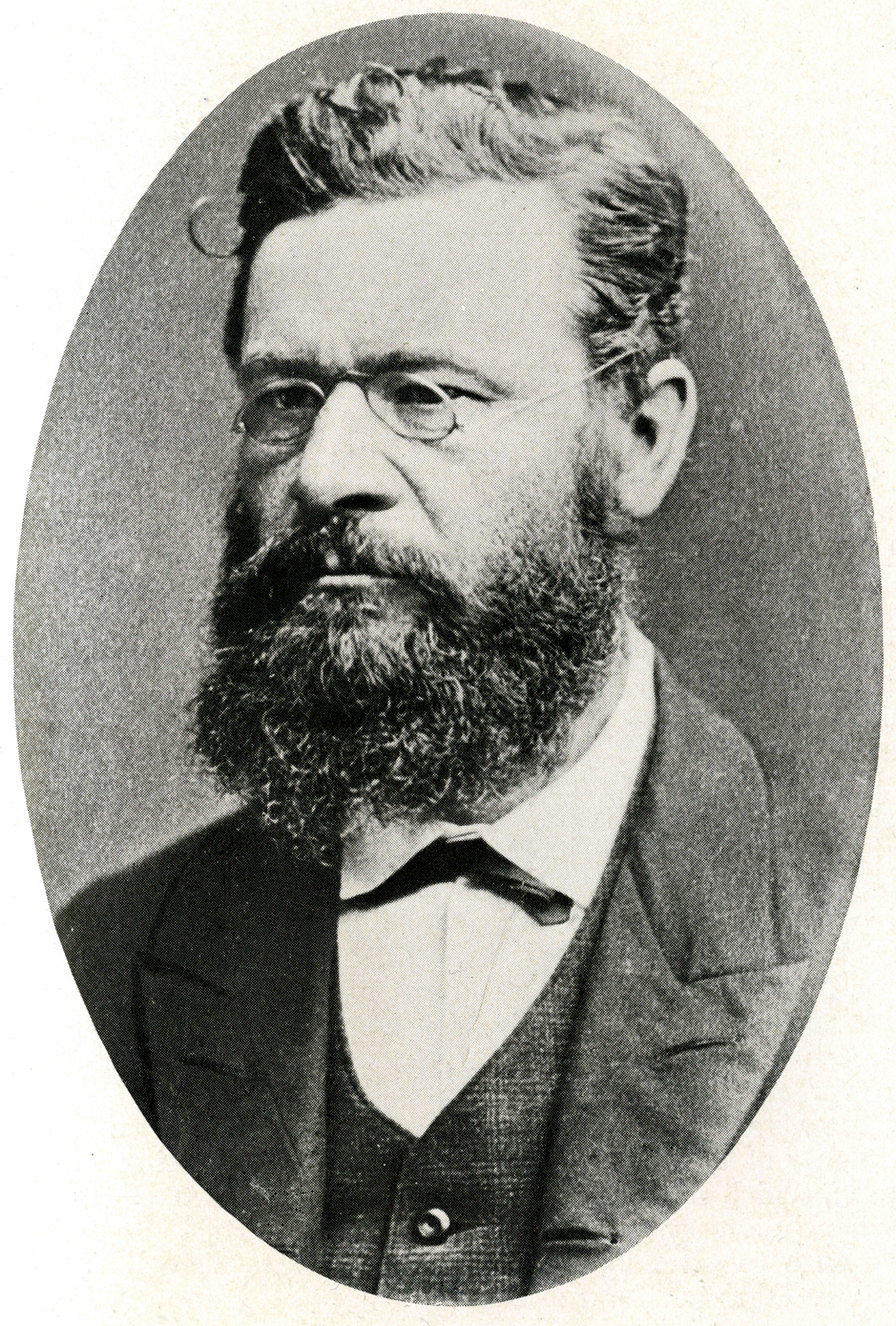
Petter Karsten (1834–1917)

Petter Adolf Karsten (* 16. Februar 1834 in Merimasku, Russisches Kaiserreich; † 22. März 1917 in Forssa) war ein finnlandschwedischer Mykologe und bekannter Pilzexperte von Finnland, der als „Vater der finnischen Mykologie“ bekannt wurde. Seine Familie hat alte norddeutsche Wurzeln. Sein botanisch-mykologisches Autorenkürzel lautet „P.Karsten“. Er verließ nur einmal in seiner Jugend seine Heimatregion und sammelte Pilze auf der Halbinsel Kola.
Petter Karsten studierte an der Universität von Helsinki. Nach seinem Studium zog er ins finnische Inland nach Tammela im inneren Tavastland (finnisch Häme), wo er den größten Teil seines Lebens verbrachte. Dort lehrte und forschte er am Landwirtschaftlichen Institut Mustiala, heute eine Fakultät der Fachhochschule Häme (finnisch Hämeen ammattikorkeakoulu). Seine Forschungen konzentrierten sich auf seine Heimatregion. Zum Ende des 19. Jahrhunderts war er durch seine Forschungen sehr bekannt.
Er sammelte eine große Anzahl verschiedener Pilze, entdeckte und benannte über 200 neue Gattungen sowie mehr als 2000 neue Arten. Da er oft vorhandene Gattungen aufspaltete, wurden viele der von Karsten aufgestellten Gattungen lange Zeit nicht anerkannt, und erst im Lichte neuer molekularbiologischer Befunde besinnt man sich darauf zurück.
Zu seinen Nachfahren gehört die 1902 geborene Psychologin und Gerontologin Anitra Karsten.